# Collotheca evansonii
Collotheca evansonii är en hjuldjursart som först beskrevs av Anderson och K.S. Shephard 1892.  Collotheca evansonii ingår i släktet Collotheca och familjen Collothecidae. Inga underarter finns listade i Catalogue of Life.